# 弗朗茨·施利佩尔
弗朗茨·马克斯·施利佩尔（Franz Max Schlieper，1905年8月22日－1974年4月4日）是一位二战期间的納粹德國德意志國防軍将领，當過第32步兵师师长、第73步兵师师长，曾获颁騎士鐵十字勳章。1945年5月，他向苏军投降，作为战犯在苏联一直被监禁至1955年。